# David G. Davies
David G. Davies es un microbiólogo y profesor asociado en la Universidad de Binghamton en Binghamton, Nueva York (EE. UU.) Sus intereses yacen específicamente en el estudio de biofilmes.  Tiene un Ph.D. en Microbiología por la Universidad Estatal de Montana - Bozeman, en 1996.